# アンタルキダスの和約
アンタルキダスの和約（Ανταλκίδειος Ειρήνη）は、紀元前387年に都市国家スパルタとアケメネス朝ペルシアの間に結ばれた講和条約である。
アンタルキダスの名は、和約を締結させたスパルタの外交官の名前にちなむ。また、アケメネス朝ペルシアのアルタクセルクセス2世にちなんで「大王の和約」とも呼ばれる。またこの条約は、ペルシア王のアナトリア領事権を認めるかわりにギリシア各国に独立自治の保証をするというもので、結果としてペルシア戦争以前の国際関係状態に戻ることとなった。

## 背景
先のコリントス戦争において勢力を拡大し、覇権を強固なものとした都市国家アテナイに対して、スパルタ側はアケメネス朝ペルシアの援助を受けて牽制するように働きかけた。
スパルタの外交官であり、将軍でもあるアンタルキダスは紀元前387年、スサに赴き、アルタクセルクセス2世との交渉の末に和約を締結させた。

## 和約の条項
ペルシアはギリシア人の都市を含むアジアを領有するものとする。
アテナイに属するべきであるレムノス、インブロス、スキュロスを除いてそれ以外のギリシア諸国はことごとく独立を守る。
この和平を受け入れなければ、その国に対してペルシアが戦争を起こす。